# Кърпелево
Кърпѐлево е село в Югозападна България, община Струмяни, област Благоевград. Селото е в България от 1912 г. в резултат от Балканската война.

## Население)

### Етнически състав
Преброяване на населението през 2011 г.
Численост и дял на етническите групи според преброяването на населението през 2011 г.:
|                     | Численост |
| Общо                | 37        |
| Българи             | 29        |
| Турци               | -         |
| Цигани              | -         |
| Други               | -         |
| Не се самоопределят | -         |
| Неотговорили        | 8         |

## География
Село Кърпелево се намира на около 40 km южно от областния център Благоевград, около 7 km западно от общинския център Струмяни и около 16 km северозападно от град Сандански. Разположено е в югоизточните разклонения на Малешевската планина, на около 4 km запад-югозападно от село Каменица и 5 km от десния (западния) бряг на река Струма.
Надморската височина при църквата „Успение Богородично“ в югоизточната част на Кърпелево е около 565 m и нараства в северозападния край до около 640 m, а в южния – до около 610 m.
Общински път без асфалтова настилка води на запад от Кърпелево към село Вракуповица, а на изток – към село Каменица.
Землището на село Кърпелево граничи със землищата на: село Вракуповица на север; село Горна Крушица на североизток; село Каменица на изток; село Микрево на изток и югоизток; село Седелец на юг; село Цапарево на югозапад; село Гореме на запад.
Населението на село Кърпелево, наброявало 299 души при преброяването към 1934 г. и 429 към 1946 г., намалява до 22 (по текущата демографска статистика за населението) към 2020 г.
При преброяването на населението към 1 февруари 2011 г., от обща численост 37 лица, за 29 лица е посочена принадлежност към „българска“ етническа група и за 8 – „не отговорили“ .

## История
Църквата „Успение Богородично“ е от 40-те години на XIX век.
В „Етнография на вилаетите Адрианопол, Монастир и Салоника“, издадена в Константинопол в 1878 година и отразяваща статистиката на населението от 1873 година, Кърпел (Kërpel) е посочено като село с 38 домакинства и 110 българи.
При избухването на Балканската война през 1912 година двама жители на селото са доброволци в Македоно-одринското опълчение.

## Личности
Родени в Кърпелово
- Митре Павлов, доброволец в четата на Иван Атанасов – Инджето през Сръбско-българската война в 1885 година[9]